# Backyard Brawl
Als Backyard Brawl wird die Rivalität zwischen der University of Pittsburgh und der West Virginia University im Football-Bereich bezeichnet. Im Jahr 2007 wurde das Spiel der beiden Teams zum 100. Mal ausgetragen. Nach der Saison 2011 wurde das Spiel erst 2022 wieder gespielt. West Virginia verließ die Big East Conference im Juli 2012, um der Big 12 Conference beizutreten, und Pittsburgh verließ Big East, um ein Jahr später der Atlantic Coast Conference beizutreten. Die Rivalität wurde 2022 erneuert und wird in jeder Saison bis 2025 sowie von 2029 bis 2032 ausgetragen
| #   | Datum              | Spielort             | Gewinner                 | Gewinner | Verlierer                | Verlierer | Serie        |
| --- | ------------------ | -------------------- | ------------------------ | -------- | ------------------------ | --------- | ------------ |
| 1   | 26. Oktober 1895   | Wheeling             | West Virginia University | 8        | University of Pittsburgh | 0         | WVU 1–0      |
| 2   | 4. November 1898   | Fairmont             | West Virginia            | 6        | Pittsburgh               | 0         | WVU 2–0      |
| 3   | 6. Oktober 1900    | Morgantown           | West Virginia            | 6        | Pittsburgh               | 5         | WVU 3–0      |
| 4   | 5. Oktober 1901    | Morgantown           | Pittsburgh               | 12       | West Virginia            | 0         | WVU 3–1      |
| 5   | 22. Oktober 1902   | Exposition Park      | West Virginia            | 23       | Pittsburgh               | 6         | WVU 4–1      |
| 6   | 3. Oktober 1903    | Morgantown           | West Virginia            | 24       | Pittsburgh               | 6         | WVU 5–1      |
| 7   | 8. November 1904   | Exposition Park      | Pittsburgh               | 53       | West Virginia            | 0         | WVU 5–2      |
| 8   | 10. November 1906  | Exposition Park      | Pittsburgh               | 17       | West Virginia            | 0         | WVU 5–3      |
| 9   | 9. November 1907   | Exposition Park      | Pittsburgh               | 10       | West Virginia            | 0         | WVU 5–4      |
| 10  | 7. November 1908   | Exposition Park      | Pittsburgh               | 11       | West Virginia            | 0         | Tied 5–5     |
| 11  | 6. November 1909   | Morgantown           | West Virginia            | 0        | Pittsburgh               | 0         | Tied 5–5–1   |
| 12  | 5. November 1910   | Forbes Field         | Pittsburgh               | 38       | West Virginia            | 0         | PITT 6–5–1   |
| 13  | 11. Oktober 1913   | Forbes Field         | Pittsburgh               | 40       | West Virginia            | 0         | PITT 7–5–1   |
| 14  | 1917               | Morgantown           | Pittsburgh               | 14       | West Virginia            | 9         | PITT 8–5–1   |
| 15  | 11. Oktober 1919   | Forbes Field         | Pittsburgh               | 26       | West Virginia            | 0         | PITT 9–5–1   |
| 16  | 9. Oktober 1920    | Forbes Field         | Pittsburgh               | 34       | West Virginia            | 13        | PITT 10–5–1  |
| 17  | 8. Oktober 1921    | Forbes Field         | Pittsburgh               | 21       | West Virginia            | 14        | PITT 11–5–1  |
| 18  | 14. Oktober 1922   | Forbes Field         | West Virginia            | 9        | Pittsburgh               | 6         | PITT 11–6–1  |
| 19  | 13. Oktober 1923   | Forbes Field         | West Virginia            | 13       | Pittsburgh               | 7         | PITT 11–7–1  |
| 20  | 11. Oktober 1924   | Forbes Field         | Pittsburgh               | 14       | West Virginia            | 7         | PITT 12–7–1  |
| 21  | 10. Oktober 1925   | Pitt Stadium         | Pittsburgh               | 15       | West Virginia            | 7         | PITT 13–7–1  |
| 22  | 6. November 1926   | Pitt Stadium         | Pittsburgh               | 17       | West Virginia            | 7         | PITT 14–7–1  |
| 23  | 8. Oktober 1927    | Pitt Stadium         | Pittsburgh               | 40       | West Virginia            | 0         | PITT 15–7–1  |
| 24  | 13. Oktober 1928   | Pitt Stadium         | West Virginia            | 9        | Pittsburgh               | 6         | PITT 15–8–1  |
| 25  | 8. Oktober 1929    | Pitt Stadium         | Pittsburgh               | 27       | West Virginia            | 7         | PITT 16–8–1  |
| 26  | 4. Oktober 1930    | Mountaineer Field    | Pittsburgh               | 16       | West Virginia            | 0         | PITT 17–8–1  |
| 27  | 10. Oktober 1931   | Pitt Stadium         | Pittsburgh               | 34       | West Virginia            | 0         | PITT 18–8–1  |
| 28  | 1. Oktober 1932    | Mountaineer Field    | Pittsburgh               | 40       | West Virginia            | 0         | PITT 19–8–1  |
| 29  | 7. Oktober 1933    | Mountaineer Field    | Pittsburgh               | 21       | West Virginia            | 0         | PITT 20–8–1  |
| 30  | 6. Oktober 1934    | Mountaineer Field    | Pittsburgh               | 27       | West Virginia            | 6         | PITT 21–8–1  |
| 31  | 12. Oktober 1935   | Pitt Stadium         | Pittsburgh               | 24       | West Virginia            | 6         | PITT 22–8–1  |
| 32  | 3. Oktober 1936    | Pitt Stadium         | Pittsburgh               | 34       | West Virginia            | 0         | PITT 23–8–1  |
| 33  | 2. Oktober 1937    | Mountaineer Field    | Pittsburgh               | 20       | West Virginia            | 0         | PITT 24–8–1  |
| 34  | 24. September 1938 | Pitt Stadium         | Pittsburgh               | 19       | West Virginia            | 0         | PITT 25–8–1  |
| 35  | 7. Oktober 1939    | Pitt Stadium         | Pittsburgh               | 20       | West Virginia            | 0         | PITT 26–8–1  |
| 36  | 9. Oktober 1943    | Pitt Stadium         | Pittsburgh               | 20       | West Virginia            | 0         | PITT 27–8–1  |
| 37  | 23. September 1944 | Pitt Stadium         | Pittsburgh               | 26       | West Virginia            | 13        | PITT 28–8–1  |
| 38  | 29. September 1945 | Pitt Stadium         | Pittsburgh               | 30       | West Virginia            | 0         | PITT 29–8–1  |
| 39  | 28. September 1946 | Pitt Stadium         | Pittsburgh               | 33       | West Virginia            | 7         | PITT 30–8–1  |
| 40  | 29. November 1947  | Pitt Stadium         | West Virginia            | 17       | Pittsburgh               | 2         | PITT 30–9–1  |
| 41  | 9. Oktober 1948    | Pitt Stadium         | Pittsburgh               | 16       | West Virginia            | 6         | PITT 31–9–1  |
| 42  | 8. Oktober 1949    | Mountaineer Field    | Pittsburgh               | 20       | West Virginia            | 7         | PITT 32–9–1  |
| 43  | 4. April 1950      | Pitt Stadium         | Pittsburgh               | 21       | West Virginia            | 7         | PITT 33–9–1  |
| 44  | 17. November 1951  | Pitt Stadium         | Pittsburgh               | 32       | West Virginia            | 12        | PITT 34–9–1  |
| 45  | 25. Oktober 1952   | Pitt Stadium         | West Virginia            | 16       | Pittsburgh               | 0         | PITT 34–10–1 |
| 46  | 26. September 1953 | Pitt Stadium         | West Virginia            | 17       | Pittsburgh               | 7         | PITT 34–11–1 |
| 47  | 30. Oktober 1954   | Mountaineer Field    | Pittsburgh               | 13       | West Virginia            | 10        | PITT 35–11–1 |
| 48  | 12. November 1955  | Pitt Stadium         | Pittsburgh               | 26       | West Virginia            | 7         | PITT 36–11–1 |
| 49  | 22. September 1956 | Mountaineer Field    | Pittsburgh               | 14       | West Virginia            | 13        | PITT 37–11–1 |
| 50  | 9. November 1957   | Pitt Stadium         | West Virginia            | 7        | Pittsburgh               | 6         | PITT 37–12–1 |
| 51  | 18. Oktober 1958   | Pitt Stadium         | Pittsburgh               | 15       | West Virginia            | 8         | PITT 38–12–1 |
| 52  | 17. Oktober 1959   | Mountaineer Field    | West Virginia            | 23       | Pittsburgh               | 15        | PITT 38–13–1 |
| 53  | 15. Oktober 1960   | Pitt Stadium         | Pittsburgh               | 42       | West Virginia            | 0         | PITT 39–13–1 |
| 54  | 14. Oktober 1961   | Pitt Stadium         | West Virginia            | 20       | Pittsburgh               | 6         | PITT 39–14–1 |
| 55  | 13. Oktober 1962   | Pitt Stadium         | West Virginia            | 15       | Pittsburgh               | 8         | PITT 39–15–1 |
| 56  | 19. Oktober 1963   | Mountaineer Field    | Pittsburgh               | 13       | West Virginia            | 10        | PITT 40–15–1 |
| 57  | 10. Oktober 1964   | Pitt Stadium         | Pittsburgh               | 14       | West Virginia            | 0         | PITT 41–15–1 |
| 58  | 2. Oktober 1965    | Mountaineer Field    | West Virginia            | 63       | Pittsburgh               | 48        | PITT 41–16–1 |
| 59  | 8. Oktober 1966    | Pitt Stadium         | Pittsburgh               | 17       | West Virginia            | 14        | PITT 42–16–1 |
| 60  | 7. Oktober 1967    | Mountaineer Field    | West Virginia            | 15       | Pittsburgh               | 0         | PITT 42–17–1 |
| 61  | 28. September 1968 | Pitt Stadium         | West Virginia            | 38       | Pittsburgh               | 15        | PITT 42–18–1 |
| 62  | 25. Oktober 1969   | Mountaineer Field    | West Virginia            | 49       | Pittsburgh               | 18        | PITT 42–19–1 |
| 63  | 17. Oktober 1970   | Pitt Stadium         | Pittsburgh               | 36       | West Virginia            | 35        | PITT 43–19–1 |
| 64  | 2. Oktober 1971    | Mountaineer Field    | West Virginia            | 20       | Pittsburgh               | 9         | PITT 43–20–1 |
| 65  | 4. November 1972   | Pitt Stadium         | West Virginia            | 38       | Pittsburgh               | 20        | PITT 43–21–1 |
| 66  | 13. Oktober 1973   | Mountaineer Field    | Pittsburgh               | 35       | West Virginia            | 7         | PITT 44–21–1 |
| 67  | 12. Oktober 1974   | Pitt Stadium         | Pittsburgh               | 31       | West Virginia            | 14        | PITT 45–21–1 |
| 68  | 8. November 1975   | Mountaineer Field    | West Virginia            | 17       | Pittsburgh               | 14        | PITT 45–22–1 |
| 69  | 13. November 1976  | Pitt Stadium         | Pittsburgh               | 24       | West Virginia            | 16        | PITT 46–22–1 |
| 70  | 5. November 1977   | Mountaineer Field    | Pittsburgh               | 44       | West Virginia            | 3         | PITT 47–22–1 |
| 71  | 11. November 1978  | Pitt Stadium         | Pittsburgh               | 52       | West Virginia            | 7         | PITT 48–22–1 |
| 72  | 10. November 1979  | Mountaineer Field    | Pittsburgh               | 24       | West Virginia            | 17        | PITT 49–22–1 |
| 73  | 18. Oktober 1980   | Pitt Stadium         | Pittsburgh               | 42       | West Virginia            | 14        | PITT 50–22–1 |
| 74  | 10. Oktober 1981   | Mountaineer Field*   | Pittsburgh               | 17       | West Virginia            | 0         | PITT 51–22–1 |
| 75  | 2. Oktober 1982    | Pitt Stadium         | Pittsburgh               | 16       | West Virginia            | 13        | PITT 52–22–1 |
| 76  | 1. Oktober 1983    | Mountaineer Field    | West Virginia            | 24       | Pittsburgh               | 21        | PITT 52–23–1 |
| 77  | 29. September 1984 | Pitt Stadium         | West Virginia            | 28       | Pittsburgh               | 10        | PITT 52–24–1 |
| 78  | 28. September 1985 | Mountaineer Field    | West Virginia            | 10       | Pittsburgh               | 10        | PITT 52–24–2 |
| 79  | 27. September 1986 | Pitt Stadium         | Pittsburgh               | 48       | West Virginia            | 16        | PITT 53–24–2 |
| 80  | 26. September 1987 | Mountaineer Field    | Pittsburgh               | 6        | West Virginia            | 3         | PITT 54–24–2 |
| 81  | 24. September 1988 | Pitt Stadium         | West Virginia            | 31       | Pittsburgh               | 10        | PITT 54–25–2 |
| 82  | 30. September 1989 | Mountaineer Field    | West Virginia            | 31       | Pittsburgh               | 31        | PITT 54–25–3 |
| 83  | 29. September 1990 | Pitt Stadium         | West Virginia            | 38       | Pittsburgh               | 24        | PITT 54–26–3 |
| 84  | 31. August 1991    | Mountaineer Field    | Pittsburgh               | 34       | West Virginia            | 3         | PITT 55–26–3 |
| 85  | 12. September 1992 | Pitt Stadium         | West Virginia            | 44       | Pittsburgh               | 6         | PITT 55–27–3 |
| 86  | 23. Oktober 1993   | Mountaineer Field    | West Virginia            | 42       | Pittsburgh               | 21        | PITT 55–28–3 |
| 87  | 15. Oktober 1994   | Pitt Stadium         | West Virginia            | 47       | Pittsburgh               | 41        | PITT 55–29–3 |
| 88  | 24. November 1995  | Mountaineer Field    | West Virginia            | 21       | Pittsburgh               | 0         | PITT 55–30–3 |
| 89  | 31. August 1996    | Pitt Stadium         | West Virginia            | 34       | Pittsburgh               | 0         | PITT 55–31–3 |
| 90  | 28. November 1997  | Mountaineer Field    | Pittsburgh               | 41       | West Virginia            | 38        | PITT 56–31–3 |
| 91  | 27. November 1998  | Three Rivers Stadium | West Virginia            | 52       | Pittsburgh               | 14        | PITT 56–32–3 |
| 92  | 27. November 1999  | Mountaineer Field    | West Virginia            | 52       | Pittsburgh               | 21        | PITT 56–33–3 |
| 93  | 24. November 2000  | Three Rivers Stadium | Pittsburgh               | 38       | West Virginia            | 28        | PITT 57–33–3 |
| 94  | 24. November 2001  | Mountaineer Field    | Pittsburgh               | 23       | West Virginia            | 17        | PITT 58–33–3 |
| 95  | 30. November 2002  | Heinz Field          | West Virginia            | 24       | Pittsburgh               | 17        | PITT 58–34–3 |
| 96  | 15. November 2003  | Mountaineer Field    | West Virginia            | 52       | Pittsburgh               | 31        | PITT 58–35–3 |
| 97  | 25. November 2004  | Heinz Field          | Pittsburgh               | 16       | West Virginia            | 13        | PITT 59–35–3 |
| 98  | 24. November 2005  | Mountaineer Field    | West Virginia            | 45       | Pittsburgh               | 13        | PITT 59–36–3 |
| 99  | 16. November 2006  | Heinz Field          | West Virginia            | 45       | Pittsburgh               | 24        | PITT 59–37–3 |
| 100 | 1. Dezember 2007   | Mountaineer Field    | Pittsburgh               | 13       | West Virginia            | 9         | PITT 60–37–3 |
| 101 | 28. November 2008  | Heinz Field          | Pittsburgh               | 19       | West Virginia            | 15        | PITT 61–37–3 |
| 102 | 27. November 2009  | Mountaineer Field    | West Virginia            | 19       | Pittsburgh               | 16        | PITT 61–38–3 |
| 103 | 26. November 2010  | Heinz Field          | West Virginia            | 35       | Pittsburgh               | 10        | PITT 61–39–3 |
| 104 | 25. November 2011  | Mountaineer Field    | West Virginia            | 21       | Pittsburgh               | 20        | PITT 61–40–3 |
| 105 | 1. September 2022  | Acrisure Stadium     | Pittsburgh               | 38       | West Virginia            | 31        | PITT 62–40–3 |